# 亚乔辛制粉厂
亚乔辛制粉厂旧址，俗称“大红楼”，位于吉林省长春市宽城区凯旋路2155号，始建于1903年，是原宽城子站铁路附属地内的一栋历史建筑。该建筑原由中东铁路工程师、塞尔维亚裔俄罗斯人苏伯金创办的制粉厂“亚乔辛火磨”使用，是长春市第一座近代工业建筑，2009年被列入第八批长春市文物保护单位。

## 历史
1903年，中东铁路工程师苏伯金在宽城子站铁路附属地内创办亚乔辛制粉厂，俗称“亚乔辛火磨”。1904年，日俄战争爆发，亚乔辛制粉厂停工，苏伯金逃往哈尔滨避难，将亚乔辛制粉厂委托给长春当地商人王荆山。日俄战争结束后，亚乔辛制粉厂重新开工，苏伯金将火磨生产的面粉全部交给王荆山包销。第一次世界大战爆发后，苏伯金返回塞尔维亚；同年，王荆山出资4.9万卢布收购亚乔辛制粉厂，并将其与自己创办的“裕昌源粮食加工作坊”合并，更名为“裕昌源面粉厂”，成为长春首家以蒸汽为动力的粮食加工企业。1925年，现存的亚乔辛制粉厂主体建筑落成，整体采用钢筋混凝土结构，地上四层，地下一层。1931年九一八事变爆发后，裕昌源面粉厂更名为“长春裕昌源股份有限公司”，成为了日本控制的企业，继续经营面粉加工。1948年解放军占领长春后，亚乔辛制粉厂被长春市财政局接收，更名为“新华米厂”。1954年，亚乔辛制粉厂旧址划归长春机车厂使用，成为其附属设施。2009年，该建筑被列为第八批长春市文物保护单位。2010年春，亚乔辛制粉厂旧址因长春机车厂厂房扩建需求而被部分拆除，其余半部分则留存至今。